# دنان (بلجيكا)
دِنان أو دينَنْت (نقحرة: دينانت) (بالفرنسية: Dinant) هي مدينة والونية و بلدية تقع على نهر الميز في المقاطعة البلجيكية نامور في بلجيكا.

## الثقافة
- الفلاميش هو النسخة المحلية من حلويات الكويشي.
- الكوكي هو أقسى أنواع البسكويت الأوربية و التي يطلق عليها كوكيز في الولايات المتحدة الأمريكية. و يضغط البسكويت مع العسل المحللى في قالب محفور من الخشب قبل أن يتم خبزه.

## توأمة
لدنان اتفاقيات توأمة مع كل من:
- دينان
- Sainte-Foy, Quebec City [الإنجليزية]‏ [8]

## أعلام
- ماكسيم ريتشارد
- أدولف ساكس
- أنطوان ويرتز

## معرض صور

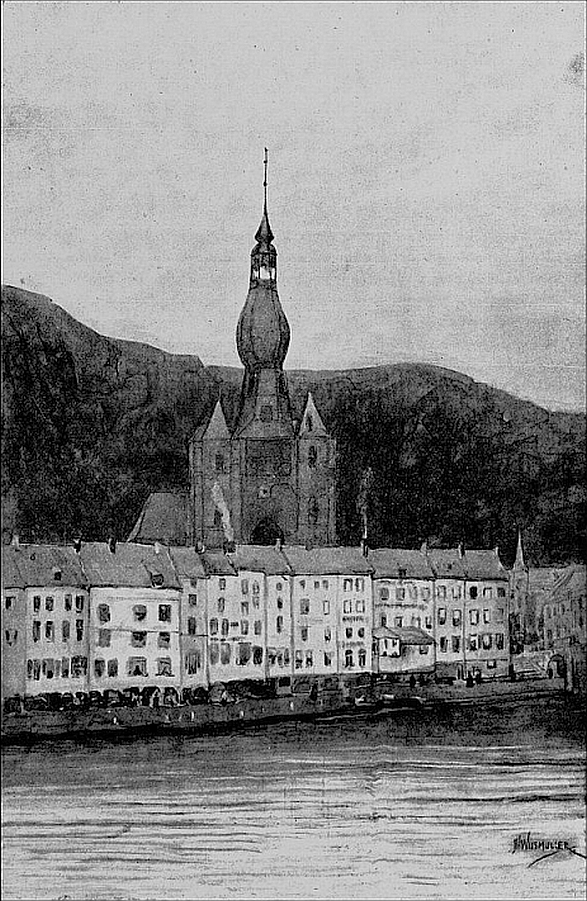
لوحة تصويرية لجزء من المدينة للرسام الهولندي جان هيلبراند ويجسمولر في عام 1892
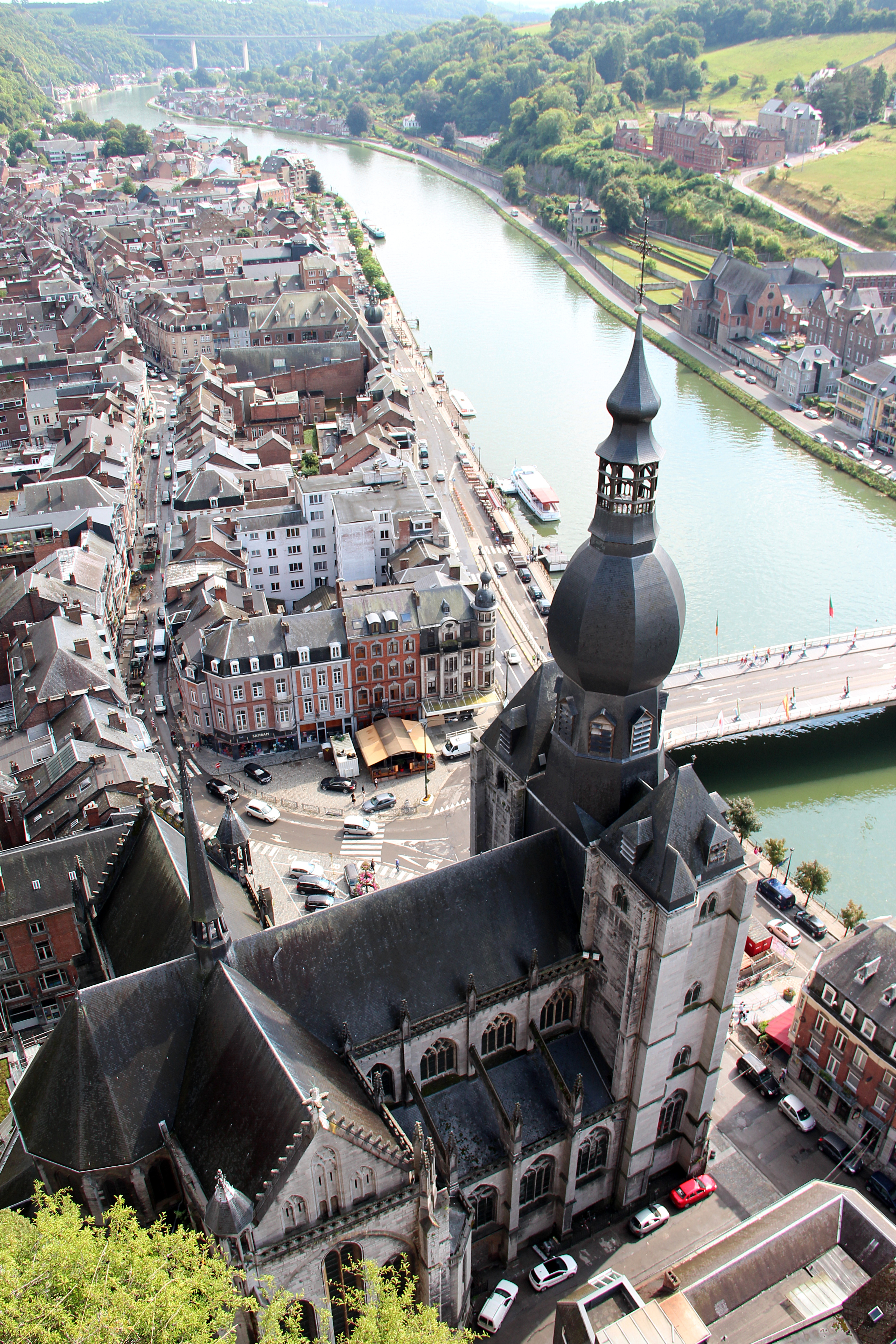
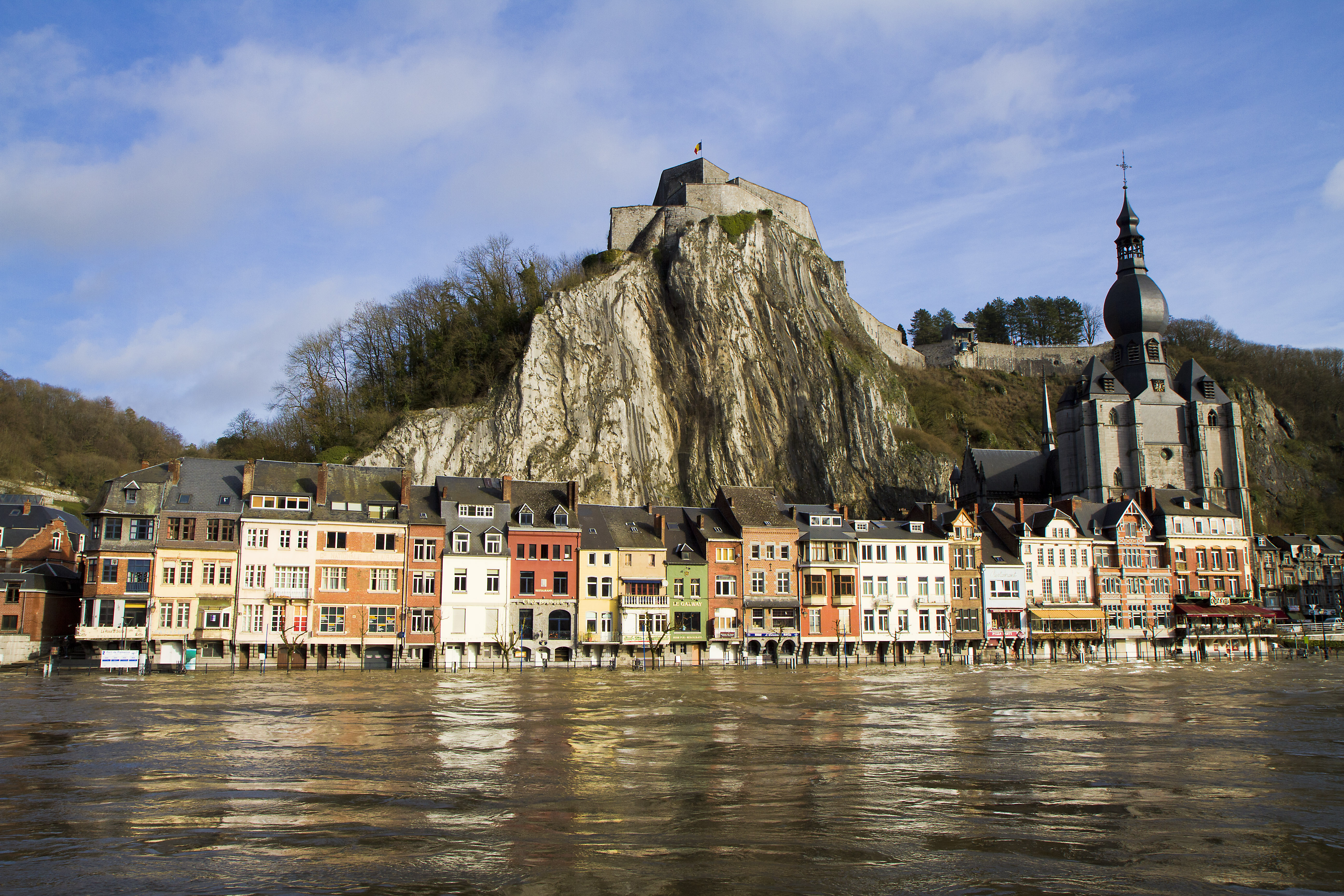
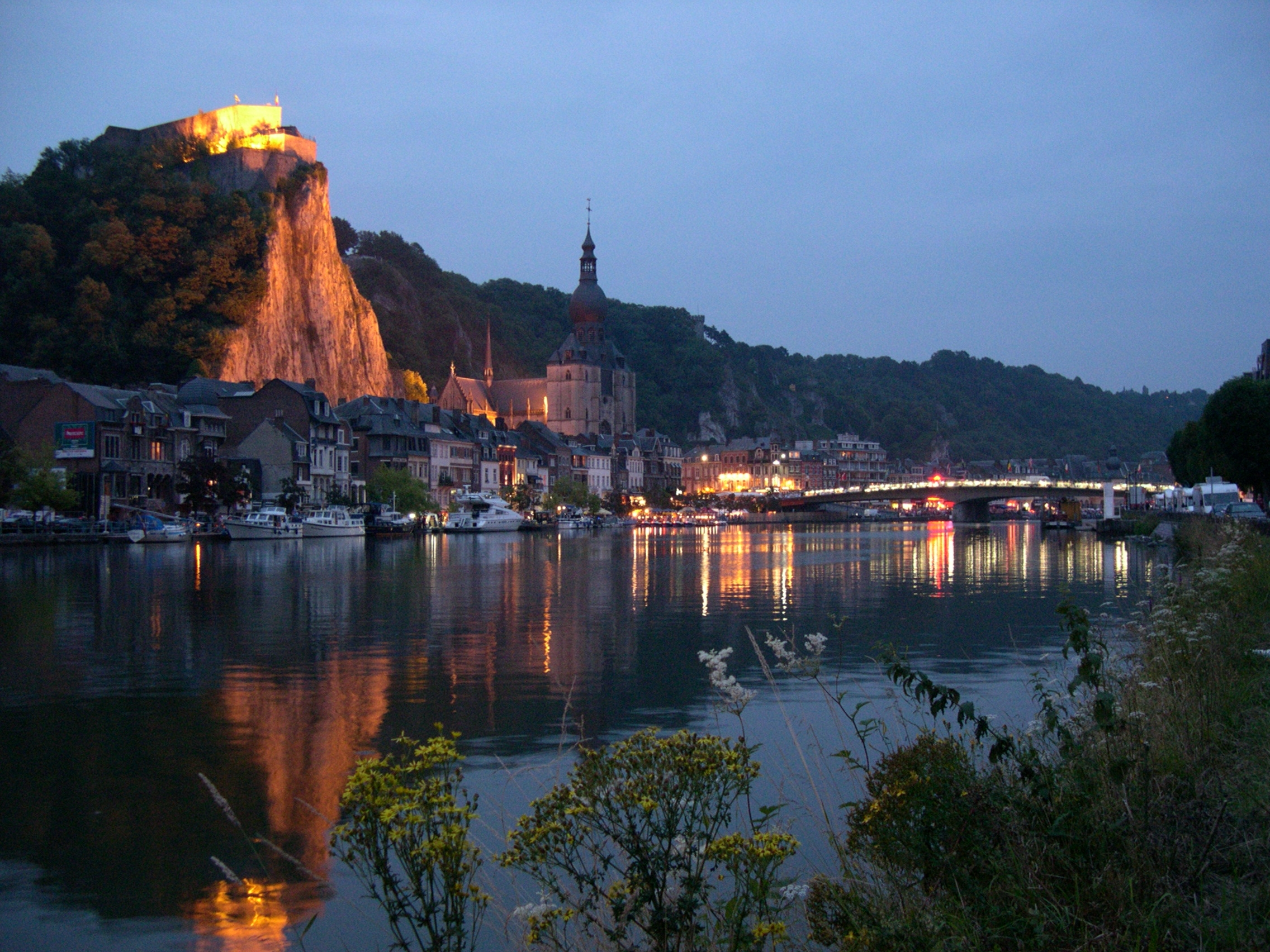
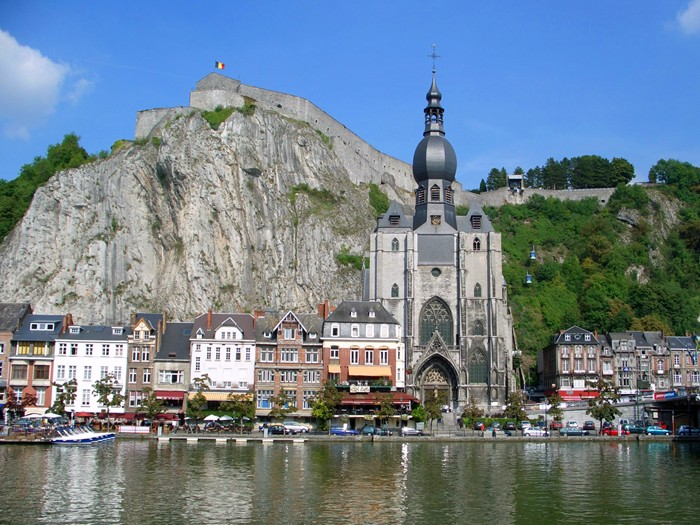
برج نوتردام كما تتم مشاهدته من أعلى القلعة

## وصلات خارجية
- مجموعة دِنان على موقع فليكر
- الموقع الألكتروني الرسمي لقلعة دِنان